# DVD+R DL
 (décembre 2013).
Si vous disposez d'ouvrages ou d'articles de référence ou si vous connaissez des sites web de qualité traitant du thème abordé ici, merci de compléter l'article en donnant les références utiles à sa vérifiabilité et en les liant à la section « Notes et références ».

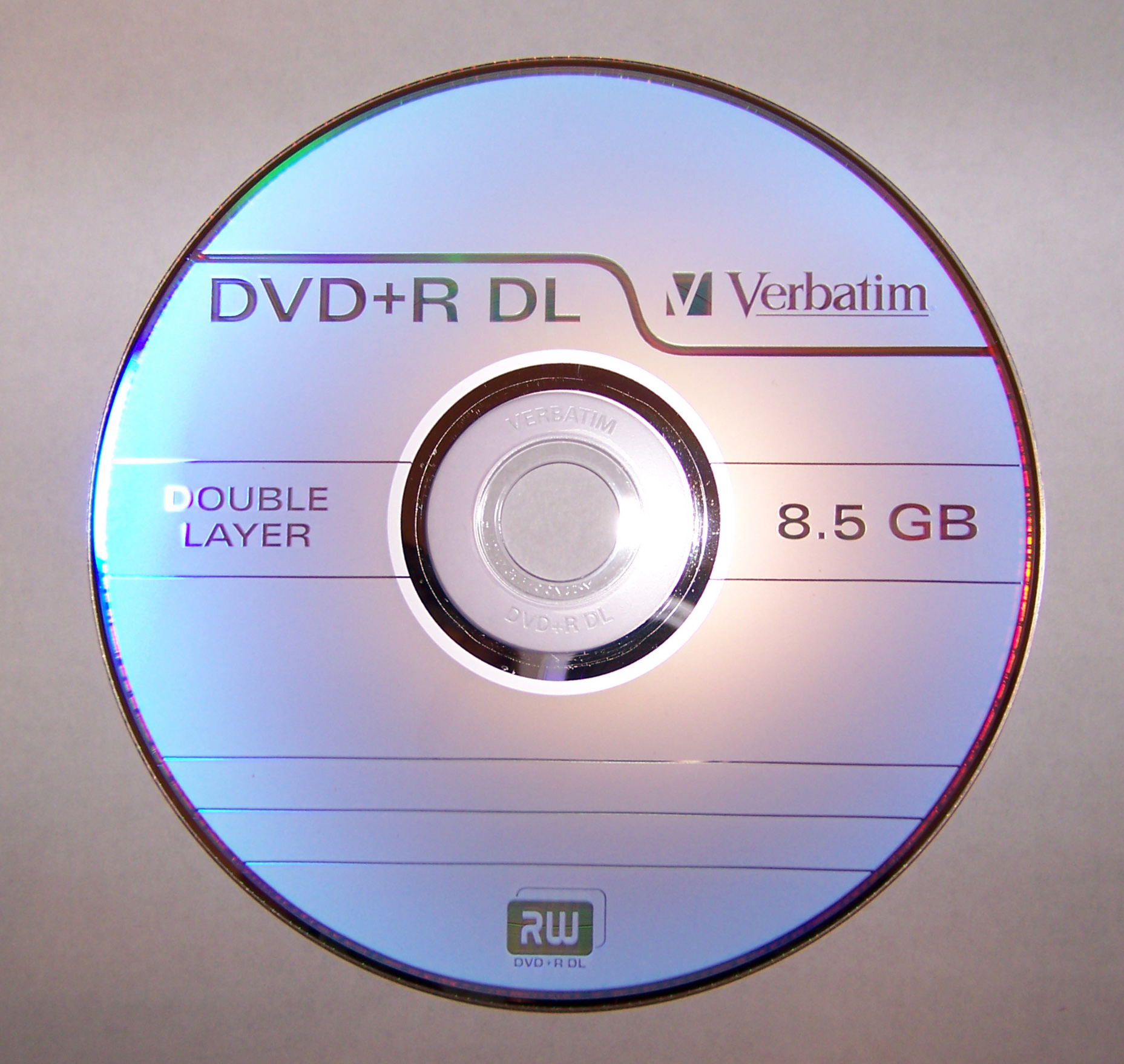
Un DVD+RW DL de marque Verbatim.

Les DVD+R DL sont des médias de stockage de format DVD enregistrable. Ils ont été présentés pour la première fois en octobre 2003.

## Capacité
Du fait de la présence de deux couches, les DVD+R DL (dual layer) sont des DVD+R d'une capacité pouvant aller jusqu'à 8,5 Go.
| DVD+R DL           | Capacité | Capacité |
| Taille réelle      | Go       | Gio      |
| ------------------ | -------- | -------- |
| 12 cm, face unique | 8,54     | 7,95     |
| 12 cm, double face | 17,08    | 15,91    |
| 8 cm, face unique  | 2,6      | 2,42     |
| 8 cm, double face  | 5,2      | 4,84     |

## Utilisation
Afin d'être gravés correctement, les DVD+R DL nécessitent un réglage du layerbreak dans le logiciel de gravure.
Ce réglage permet de définir la taille de la première couche du DVD.

## Gravure
Aujourd'hui (depuis 2010 environ) la plupart des graveurs capables de graver les DVD+R peuvent graver ce type de média.